# Bloomfield (Kentucky)
Bloomfield – miasto w Stanach Zjednoczonych, w stanie Kentucky, w hrabstwie Nelson.